# 訃報 1999年12月
訃報 1999年12月（ふほう 1999ねん12がつ）では、1999年（平成11年）12月中に物故した、又は物故が報じられた人物についてまとめる。

## （1日 - 15日）

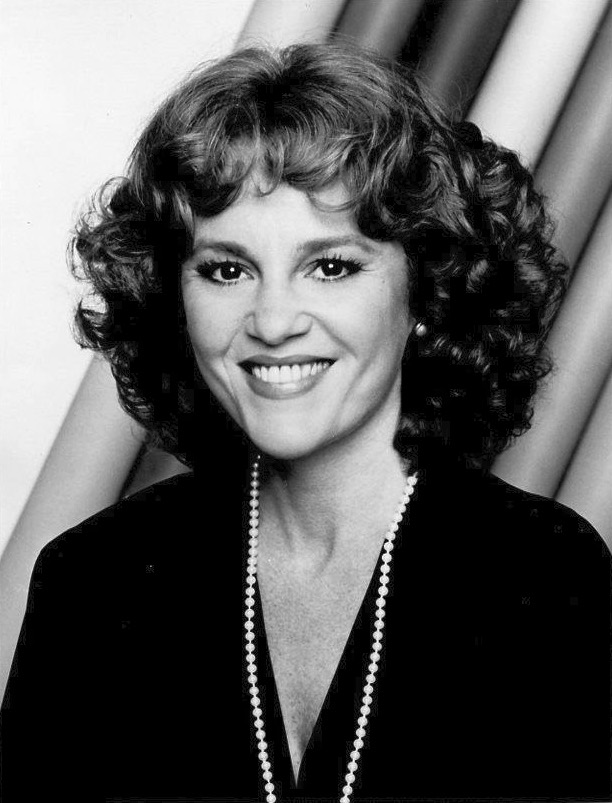
マデリーン・カーン／12月3日没

- 12月1日 - 井尻正二、生物学者・地質学者（* 1913年）
- 12月3日 - マデリーン・カーン、女優（* 1942年）
- 12月3日 - スキャットマン・ジョン、ミュージシャン（* 1942年）
- 12月4日 - 大翔鳳昌巳、大相撲力士・元小結（* 1967年）
- 12月5日 - 佐藤勝、作曲家（* 1928年）
- 12月10日 - 堀内甲、映画監督（* 1921年）
- 12月10日 - わちさんぺい、漫画家（* 1926年）
- 12月12日 - 新井清光、会計学者（* 1928年）
- 12月13日 - ロバート・ワーゲンホッファー、フィギュアスケート選手（* 1960年）
- 12月15日 - 池田三四郎、木工家（* 1909年）

## （16日 - 31日）

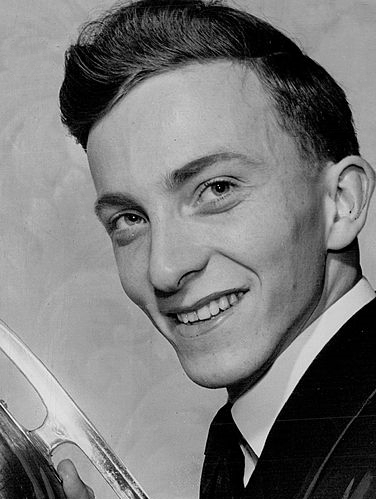
ウォーリス・ディーステルマイヤー／12月23日没

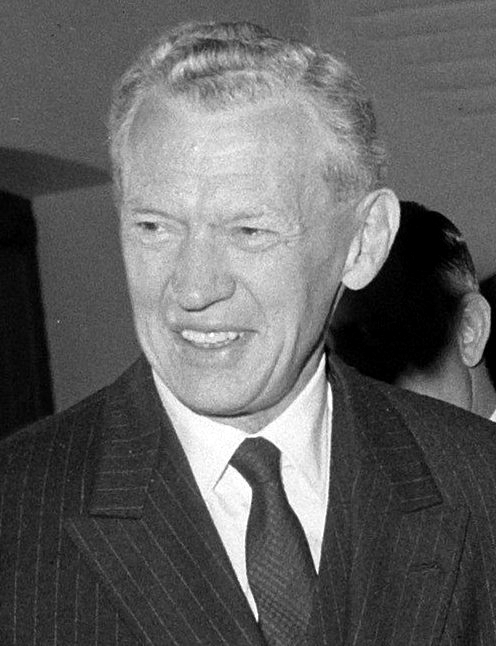
モーリス・クーヴ・ド・ミュルヴィル／12月24日没

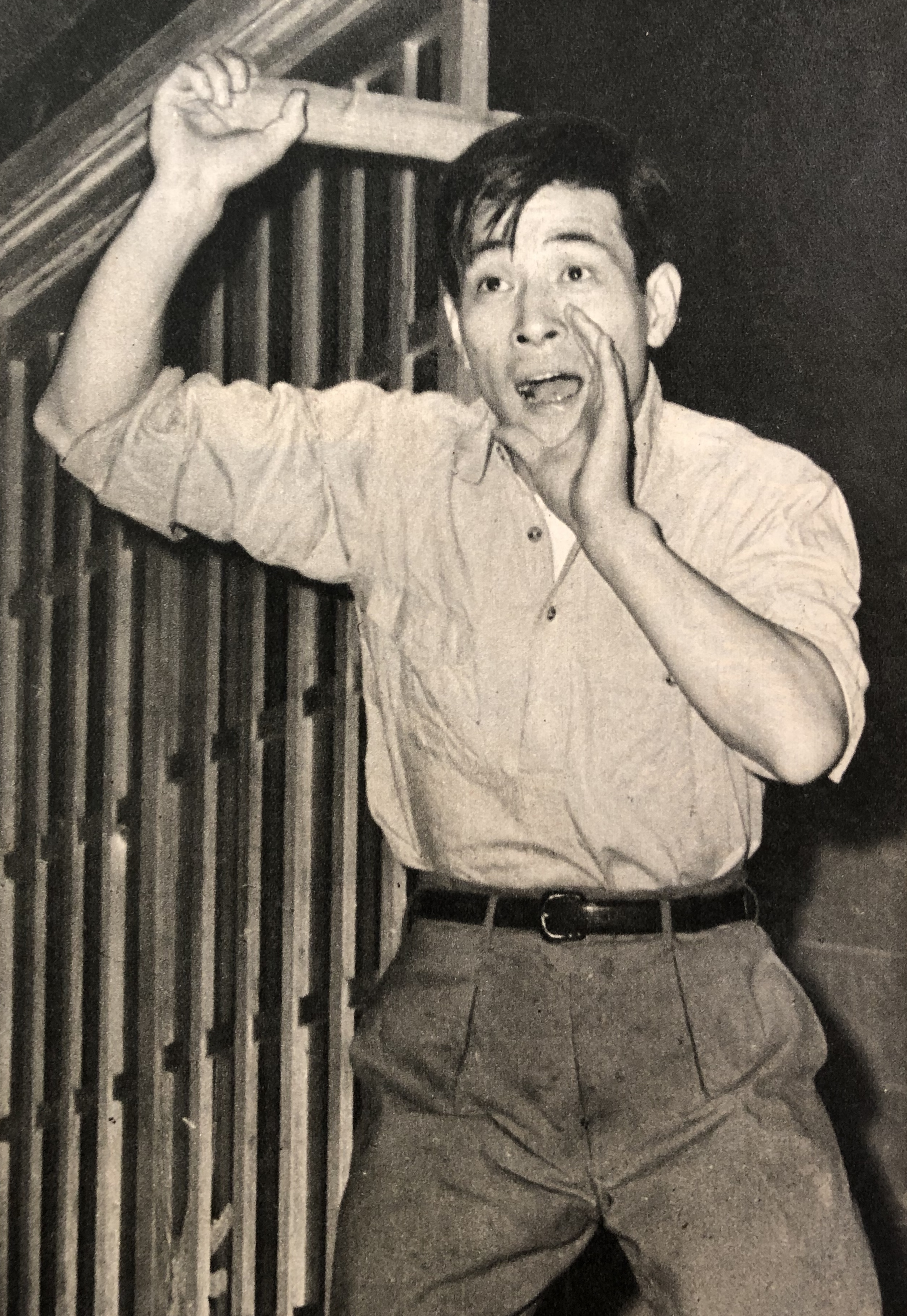
菅原謙次／12月24日没

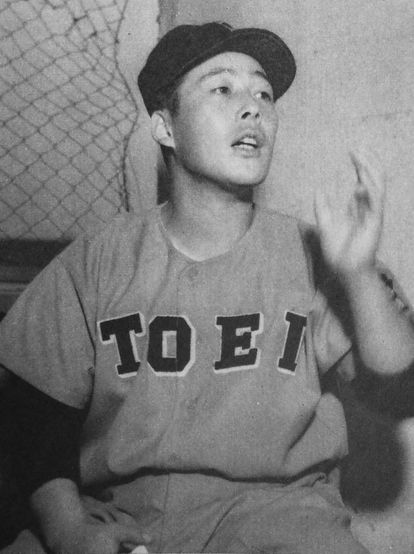
簑原宏／12月28日没

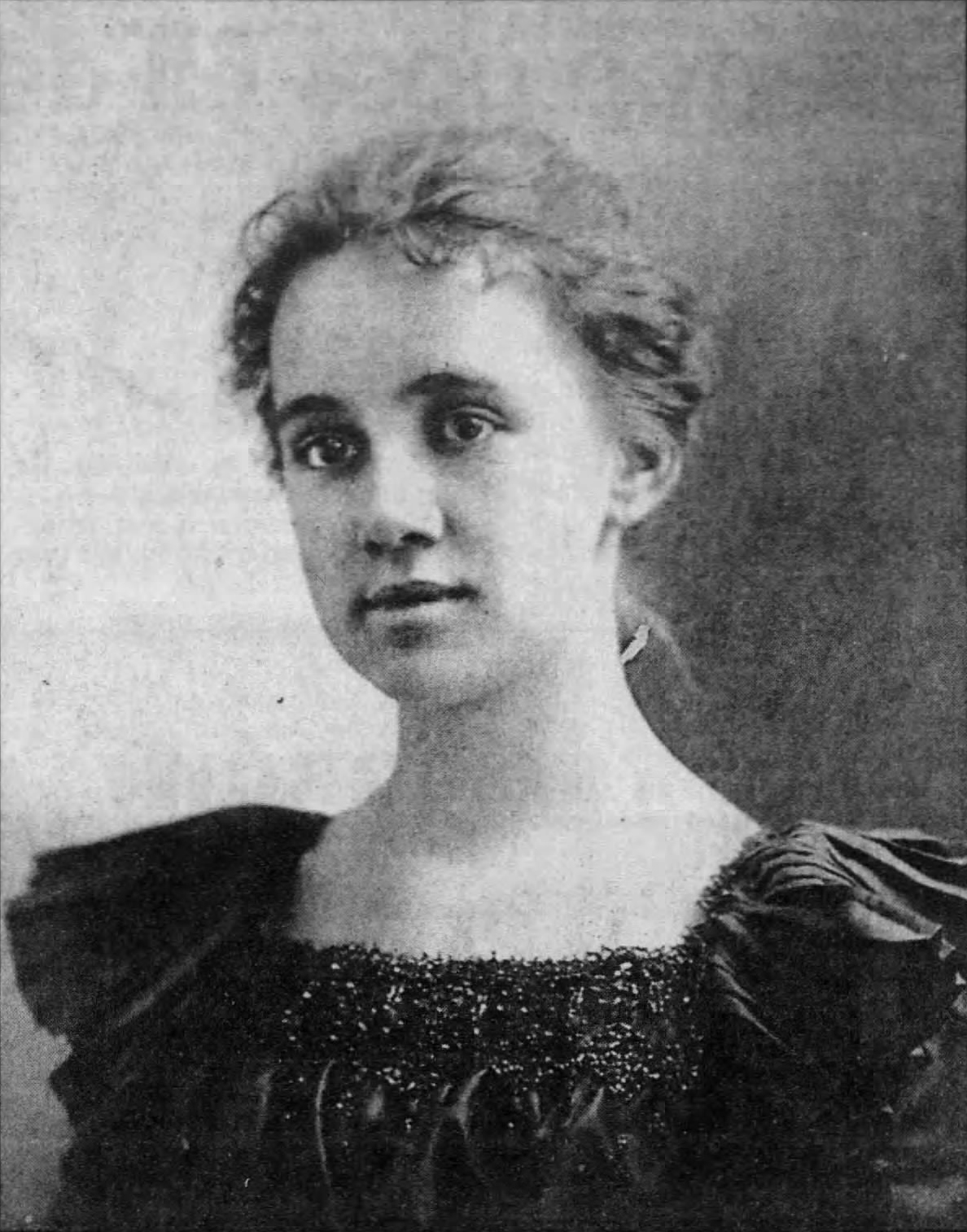
サラ・ナウス／12月30日没

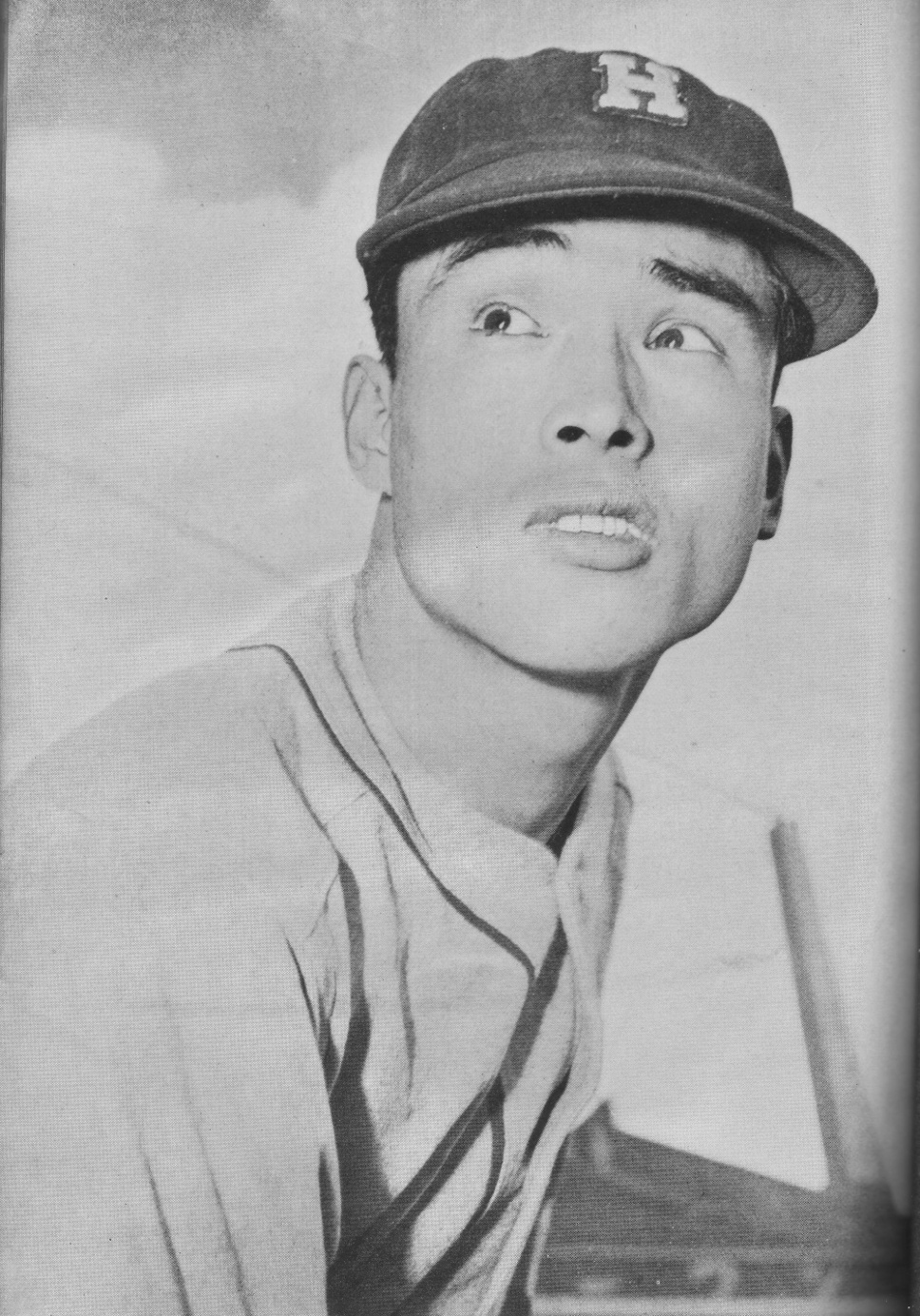
天保義夫／12月30日没

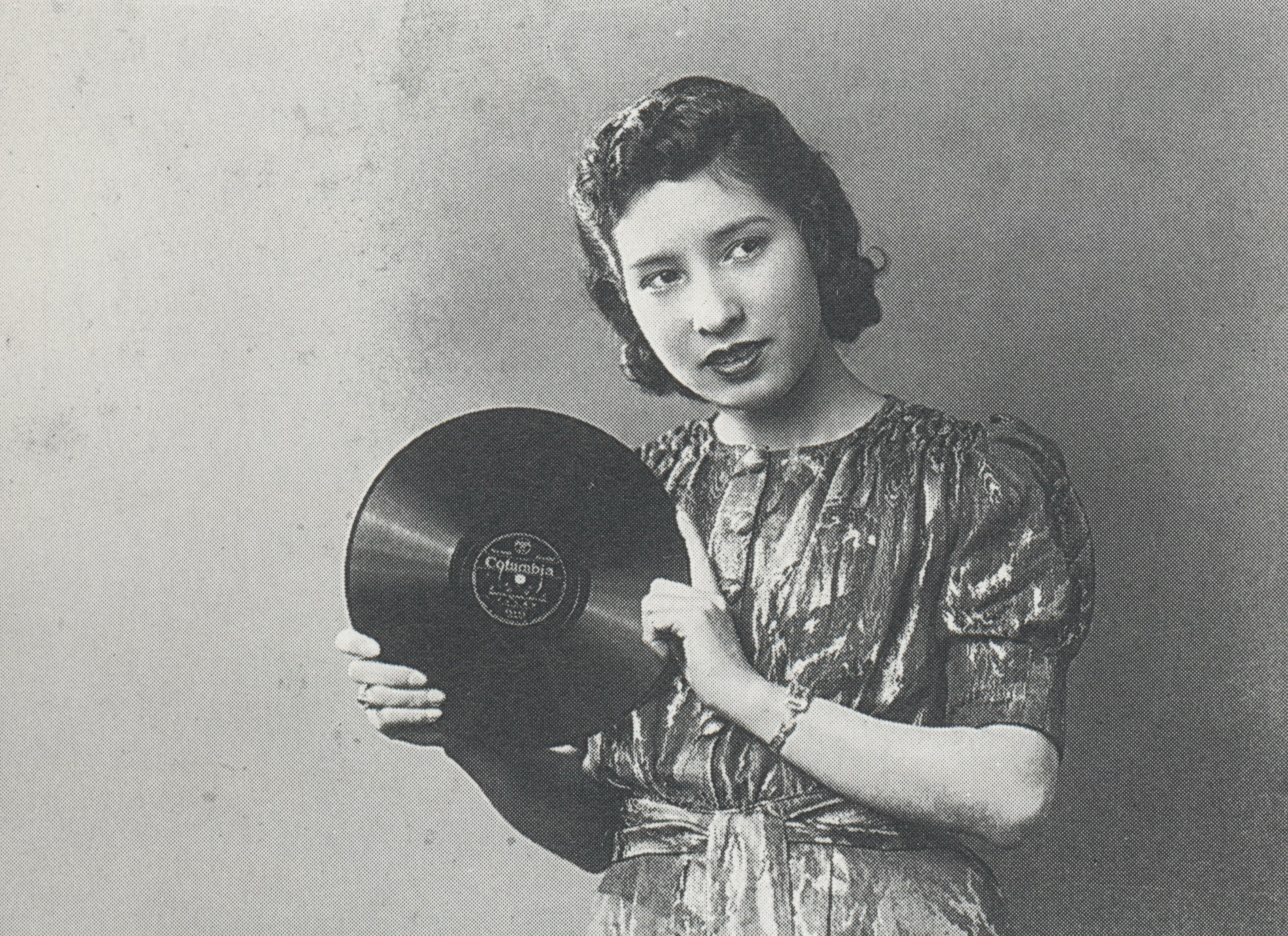
渡辺はま子／12月31日没

- 12月21日 - 岩城力也、俳優（* 1915年）
- 12月21日 - 大川慶次郎、競馬評論家（* 1929年）
- 12月23日 - 里木佐甫良、俳優（* 1912年）
- 12月23日 - ウォーリス・ディーステルマイヤー、フィギュアスケート選手（* 1926年）
- 12月23日 - 菊地陽子、アイドル歌手（* 1967年）
- 12月24日 - モーリス・クーヴ・ド・ミュルヴィル、官僚・政治家（* 1907年）
- 12月24日 - 大谷光紹、東京本願寺住職（* 1925年）
- 12月24日 - 菅原謙次、俳優（* 1926年）
- 12月25日 - 池田貴族、ミュージシャン（* 1963年）
- 12月26日 - 石丸久、近代文学者（* 1921年）
- 12月26日 - 阿部保夫、ギタリスト（* 1925年）
- 12月28日 - 簑原宏、元プロ野球選手（* 1929年）
- 12月30日 - サラ・ナウス、アメリカの歴代最高齢者（* 1880年）
- 12月30日 - 小林與三次、官僚・実業家（* 1913年）
- 12月30日 - 天保義夫、元プロ野球選手（* 1924年）
- 12月31日 - 渡辺はま子、歌手（* 1910年）